# Søgaard (Sydslesvig)
 For alternative betydninger, se Søgård. (Se også artikler, som begynder med Søgård)
Søgaard er navnet på en bebyggelse og en forhenværende fæstning nord for Venerød Sø ved Husbyskov i det nordlige Angel i Sydslesvig. 
Navnet Søgaard er første gang dokumenteret i 1462. Navnet henviser til beliggenhed ved Venerød Sø. 1754 berettes om en tidligere fæstning (Gammel Søgaard) på en mark sydvest for den nuværende bebyggelse. Fæstningen skulle være i mange år i de slesvigske biskoppers besiddelse. I 1616 blev Søgaard skænket af biskop Ulrik til kaptajnen Lohden. Senere kom gården i Lorents Tuxens eje, efter at han under Københavns belejring meddelte konge Frederik 3 svenskernes anslag mod byen. Den nuværende herrehus Gammel Søgaard fra 1790 er ikke ensbetydende med den tidligere fæsstning og ligger heller ikke på samme sted. Syd for Venerød Sø lå tidligere fæstningen Gravbod (tidligere også Gravbye, på tysk Grauburg, det sidste led er antagelig sb. bod, angeldansk bòj, senere omdannet til -by og -burg på tysk)
I den danske periode hørte bebyggelsen under Husby Sogn (Husby Herred) i Flensborg Amt, to kådnersted hørte 1854 under Treja Herred, Gottorp Amt. 1906 kom området under Husbyskov kommune, 1969 under Markerup og 1970 endelig under Husby kommune. 